# Альберт Віммер
Альберт Віммер — австрійський архітектор, лауреат Державної премії України в галузі архітектури — за створення комплексу стадіону на вул. Стрийській — Кільцевій дорозі у Львові.

## Біографія
Народився у Відні у 1947 р.
1965–1971 — навчався в Віденського технічному університеті (Technischen Universität Wien), у 1969 закінчив Міжнародну Літню Академію в Зальцбурзі.
1972–1974 — член BMUK, диплом в області міського планування Архітектурної Асоціації у Лондоні.
З 1977 року розпочав власну практику як архітектор у Відні.
1990 — співорганізатор 1-го Віденського семінару архітектури.
1994 — управління проектами (Літня академія, Лінц).
1998–2007 — голова архітекторів у Віденському будинку мистецтв.
2003 — засновник фірми «Альберт Віммер» (нім. Albert Wimmer ZT-GmbH).

## Відомі роботи
- Головний залізничний вокзал «Hauptbahnhof Wien» (Відень).
- Еко парк — житловий квартал «Ville Verdi» (Відень).
- Стадіон «Тіволі Ной» (Інсбрук).